# Vilhelm Dybwad
Vilhelm Dybwad (Christiania, 12 februari 1863 – aldaar 16 maart 1950) was een Noors advocaat en schrijver, voornamelijk van poëzie. Hij was zoon van de boekhandelaar Jacob Dybwad. Hij was tweemaal getrouwd, eerst van 1891 tot 1916 met actrice Johanne Dybwad (geboren Juell) en later kunstenares Bokken Lasson.
Voordat hij een privépraktijk als advocaat opbouwde was hij bekend in de theaterwereld, waarin hij verkeerde onder de naam Mr. Christiania. Zijn literaire werken zijn in de 21e eeuw grotendeels vergeten.
Bibliografie :
- En paa planeten
- Splendid (1883)
- Ola Lia (1904) met Olaf Krohn)
- Verdens undergang (1906)
- Mod Nordpolen (1911)
- På anklagebenken. Små hverdagshistorier fra rettssalen (1933). Ill. Olaf Gulbransson
- Skyldig eller ikke skyldig (Gyldendal, 1934). Referater av utenlandske straffesaker
- Retten er satt (Gyldendal, 1937). Ill. Olaf Gulbransson
- Venner og kjenninger fra 80-årene (Gyldendal, 1941)
- Bokhandler Jacob Dybwad 1823-1899. En biografi (Jacob Dybwads forlag, 1942). Manuskript vesentlig for familien.
- Glade minner fra spredte år (Gyldendal, 1950).

- Bibsys: 90267208
- MusicBrainz: 04bfc039-69b2-484d-9404-cbd38395319f
- Nederlandse Thesaurus van Auteursnamen: 133912973
- Virtual International Authority File: 306200407
- WorldCat: E39PBJhRFv8RbRK3y7QcBgbKh3